# Металургійний комбінат в Пйомбіно
42°56′17.5″ пн. ш. 10°32′56.5″ сх. д. / 42.938194° пн. ш. 10.549028° сх. д.

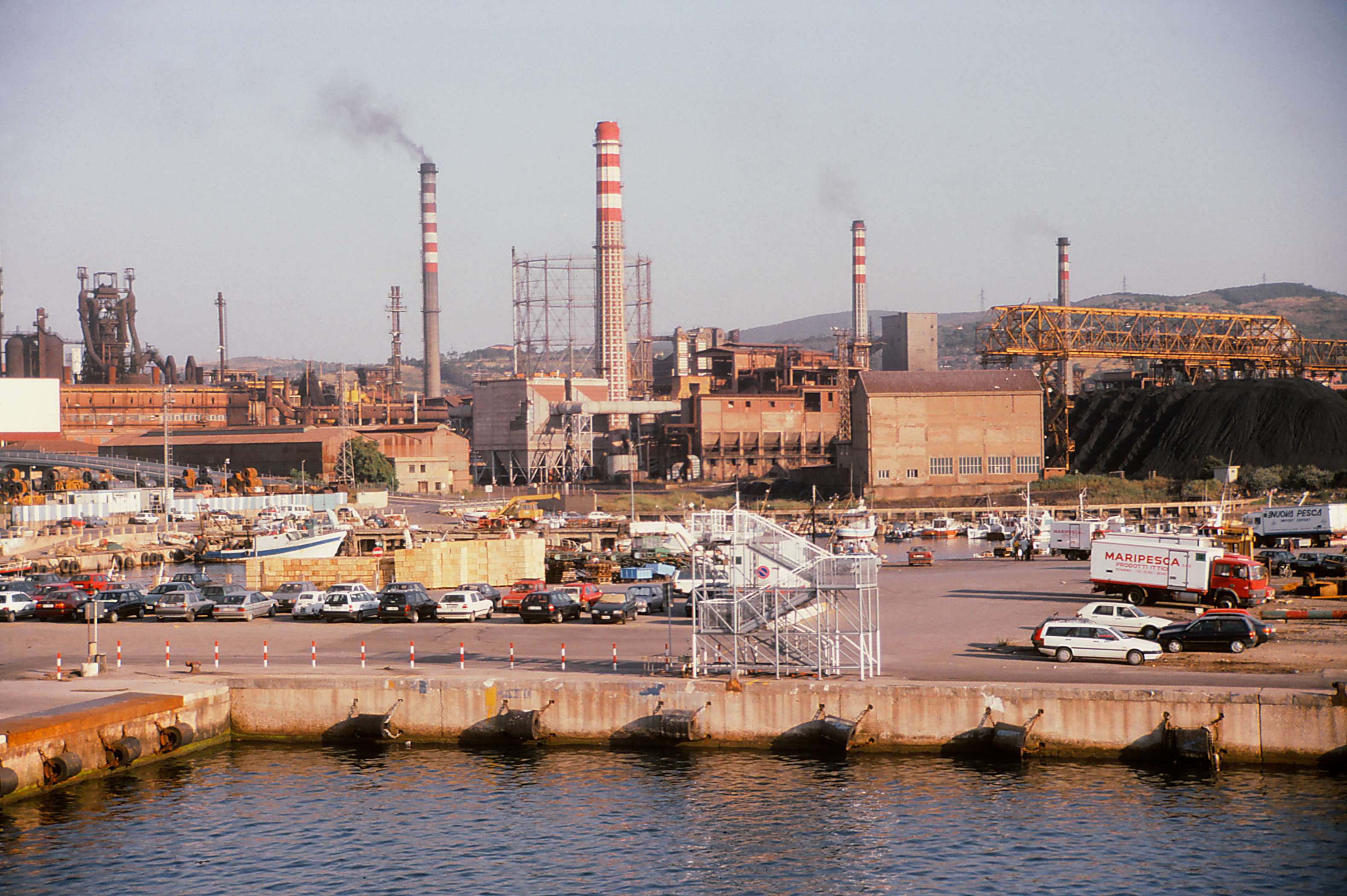
Вид на комбінат з боку Тірренського моря. Фото 1994 року.

Металургійний комбінат в Пйомбіно — металургійний комбінат в Італії, у місті Пйомбіно. Друге в Італії підприємство чорної металургії за потужностями (після металургійного комбінату в Таранто). Розташований на березі затоки Фоллоніка Тірренського моря. Комбінат здатний виробляти 2,5 млн т сталі на рік.

## Історія
1979 року продуктивність заводу становила 1,4 млн т сталі. Довгий час комбінат був власністю родини Лукіні. 2005 року 60% активів компанії було придбано компанією «Северсталь» (РФ). 2007 року він знову перейшов у власність родини Лукіні. 2012 року підприємство було оголошене неплатежездатним і перейшло під управління менеджерів, призначених державою. 2014 року комбінат хотіла придбати індійська компанія «JSW Steel».

## Сучасний стан
До складу комбінату входить коксохімічний завод з коксовою батареєю, що складається з 45 коксових печей, 1 доменна піч корисним об'ємом 2556 м³, [джерело?] сталеливарний цех з 3 конвертерами, 4 піч-ковшами та 2 вакуум-дегазаторами, 4 установками безперервного розливання сталі, одна з яких призначена для виготовлення слябів. Продуктивність комбінату 2,5 млн т сталі на рік.
Комбінат працює на довізній сировині, яка надходить на комбінат через порт.